# Catalogne en commun
Ne doit pas être confondu avec Barcelone en commun ou En Comú Podem.
Catalogne en commun (en catalan : Catalunya en Comú) est un parti politique catalan de gauche.

## Historique
Cette coalition prend la suite de la coalition Catalogne oui c'est possible, formée pour les élections au Parlement de Catalogne de 2015. Plusieurs formations politiques en sont à l'origine, comme Initiative pour la Catalogne Verts (ICV), Gauche unie et alternative (EUiA) et Barcelone en commun, auxquels se sont joints à titre personnel quelques militants d'Equo et de Podemos, la section catalane de ce dernier s'étant désolidarisée du projet. Le manifeste constitutif du parti est présenté le 19 décembre 2016 et le premier acte public est célébré à Barcelone le 29 janvier 2017. Son porte-parole est le numéro un de la coalition En Comú Podem au Congrès des députés, Xavier Domènech. Le projet politique est parrainé par la maire de Barcelone, Ada Colau. Le congrès constitutif a lieu le 8 avril 2017.
Dans sa présentation le 29 janvier Ada Colau affirme que le nouveau parti soutient la tenue d'un référendum sur l'indépendance de la Catalogne : « nous l'avons toujours défendu et nous travaillerons pour le référendum ; la souveraineté s'établit dans la population et doit ainsi se résoudre avec les urnes » en ajoutant ce nouveau parti politique défend l'urgence politique pour inverser les coupes budgétaires contre le secteur public et pour arriver à une « fiscalité juste » et « féministe ».

## Groupe fondateur
Une centaine de personnes forment le groupe fondateur, et parmi elles les co-présidents d'ICV David Cid et Marta Ribas (es), le député catalan de Catalogne oui c'est possible Joan Giner (es) (Podemos), les conseillers municipaux barcelonais Gerardo Pisarello Prados, Jaume Asens et Laia Ortiz Castellví (es), le dirigeant de Barcelone en commun Adrià Alemany, et les députées espagnols de En Comú Podem Lucía Martín et Marta Sibina. Dans le milieu académique sont présents les professeurs de science politique Joan Subirats et Vicenç Navarro, l'économiste et activiste Arcadi Oliveres (es), les ex-députés Josep Maria Balcells (es) et Oriol Nel·lo et l'ex-conseiller municipal barcelonais Jordi Borja (es).
Ce parti est classé à l'extrême-gauche,.

## Chronologie
Le 16 décembre 2016 est annoncé que le nom provisoire de la nouvelle organisation politique est « Un pays en commun ».
Le 29 janvier 2017 est célébré l'acte de présentation du parti à Barcelone, dans le complexe des Cotxeres de Sants (ca). Le congrès constitutif est annoncé pour fin mars 2017. Celui-ci se produira finalement le 8 avril 2017.
Le 22 avril 2017, la dénomination actuelle est choisie avec 53,57 % des voix, face à « En Comú Podem » (46,43 %)[réf. nécessaire].

## Résultats électoraux et représentation
Lors des élections au Parlement de Catalogne de 2017, le parti fait alliance avec Podemos et présente une liste intitulée CatComú-Podem. Il remporte 7,46 % des voix et huit sièges, qui sont équitablement partagés entre les deux formations. Les quatre députés de Catalogne en commun élus sont Xavier Domènech, Marta Ribas Frías, David Cid Colomer et Susanna Segovia Sánchez. En septembre 2018, Xavier Domènech également élu aux Cortes generales, laisse son siège au Parlement catalan à un membre de Podemos, mais en avril 2019 Catalogne en commun récupère son 4e siège après le départ de Joan Josep Nuet pour un autre parti (ERC), remplacé par Marc Parés Franzi.

## Logo

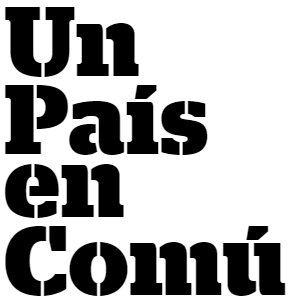
Logo de 2016 à 2017
Logo de 2017 à 2021
Logo de 2021 à 2024
Logo en 2024
Logo depuis 2024